# رضا أباد طاهري
رضا أباد طاهري (بالفارسية: رضاآباد طاهری) هي قرية تقع في قسم تشناران الريفي (مقاطعة تشناران) في إيران. يقدر عدد سكانها بـ 228 نسمة .